# Change (singel Sugababes)
"Change" to piosenka pop/R&B z elementami ballady stworzona przez DEEKAY, Niarę Scarlett, Heidi Range, Amelle Berrabah i Keishę Buchanan na szósty, studyjny album brytyjskiego trio muzycznego Sugababes. Utwór został wyprodukowany przez DEEKAY oraz wydany jako drugi singel z krążka dnia 6 czerwca 2007 w Wielkiej Brytanii.

## Informacje o singlu
Zespół po raz pierwszy zaprezentował utwór podczas brytyjskiego show tanecznego Strictly Come Dancing.

## Teledysk
Teledysk do singla reżyserowany był przez Fatimę Robinson. Oficjalna premiera klipu odbyła się dnia 17 listopada 2007 roku, jednak przedpremierowo teledysk wyemitowała stacja Channel 4.
W videoclipie każda artystka reprezentuje daną porę roku. I tak kolejno Keisha Buchanan wiosnę, Heidi Range jesień oraz Amelle Berrabah lato i zimę. Dziewczyny prezentują zjawiska samotnie jednak podczas trwania refrenu spotykają się razem, aby reprezentować dzień bądź noc. Klip spotkał się z pozytywnymi recenzjami fanów, którzy podkreślają, iż klip wywołał u członkiń zespołu bardziej artystyczny wygląd.

## Lista utworów i formaty singla
| #                          | Tytuł                                 | Czas |
| -------------------------- | ------------------------------------- | ---- |
| CD1: Island / 1755605 (UK) |                                       |      |
| 1.                         | "Change"                              | 3:37 |
| 2.                         | "Change" [Wideboys Remix]             | 6:42 |
| CD2: Island / 1755606 (UK) |                                       |      |
| 1.                         | "Change"                              | 3:37 |
| 1.                         | "Change" [Wideboys Remix]             | 6:42 |
| 3.                         | "I Cant't Take It No More"            | –    |
| 4.                         | "About You Now" [Na żywo dla Radia 1] | 2:42 |
| USB: Island / 1755581 (UK) |                                       |      |
| 1.                         | "Change"                              | 3:37 |
| 2.                         | "Change" [Wideboys Remix]             | 6:42 |
| 3.                         | "Change" [Vito Benito Remix]          | 7:38 |
| 4.                         | "About You Now" [Na żywo dla Radia 1] | 2:42 |

## Pozycje na listach
| Lista przebojów (2007)    | Najwyższa pozycja |
| ------------------------- | ----------------- |
| Chorwacja Singles Chart   | 2                 |
| Słowenia Singles Chart    | 4                 |
| UK Singles Chart          | 13                |
| Irlandia Singles Chart    | 21                |
| Lista przebojów (2008)    | Najwyższa pozycja |
| Polish Dance Top 40 Chart | 27                |
| Niemcy Singles Chart      | 31                |